# C2C
C2C (Consumer-to-consumer) es la abreviatura utilizada en comercio electrónico para definir una estrategia de cliente a cliente. Se utiliza este término para definir un modelo de negocio en la red que pretende relacionar comercialmente el usuario final con otro usuario final. Una estrategia C2C para Internet sería aquella que define un negocio cuyo objetivo es facilitar la comercialización de productos y/o servicios entre particulares, como por ejemplo eBay, sirviendo la empresa como mera intermediaria y cobrando por sus servicios.
C2C también puede hacer referencia a las transacciones privadas entre consumidores que pueden tener lugar mediante el intercambio de correos electrónicos o el uso de tecnologías P2P (Peer-to-Peer).
En marketing, C2C se emplea para definir aquellas estrategias que utilizan al cliente como defensor de una marca basándose en el valor añadido que se ofrece a un producto. De este modo, el cliente defenderá el producto ante otros consumidores, promoviendo así una tarea de marketing hacia potenciales clientes. Un conocido ejemplo en este sentido son los productos de la marca Apple, donde suele ser el propio consumidor el que se identifica con la imagen idealizada del producto y el que posteriormente se encarga de difundirla entre otros consumidores, que comparten o compartirán esa misma visión idealizada y en gran medida exclusivista, hecho último que impulsa una conciencia de grupo entre los clientes de gran valor para las empresas.
En un estudio con 686 participantes se encontró que los factores que los usuarios de este tipo de estrategias valoran como influenciadoras en la intención de uso y aceptación de los marketplaces son la confianza, los valores justos y la influencia social - o recomendación de terceros.